# Fredrikstad Kings
I Fredrikstad Kings sono una squadra di football americano di Fredrikstad, in Norvegia, fondata nel 2013.
La squadra maschile non è mai salita oltre il secondo livello del campionato, mentre quella femminile - che porta il nickname Queens - partecipa alla Dameserien.

## Dettaglio stagioni

### Tornei nazionali

#### Campionato

##### Dameserien
| Stagione | regular season | regular season | regular season | regular season | regular season | regular season | playoff | playoff | playoff | playoff | playoff | playoff      | playoff              |
|          | Vin            | Par            | Per            | Tot            | PF             | PS             | Vin     | Per     | Tot     | PF      | PS      | risultato    | avversaria           |
| -------- | -------------- | -------------- | -------------- | -------------- | -------------- | -------------- | ------- | ------- | ------- | ------- | ------- | ------------ | -------------------- |
| 2015     | 1              | 0              | 2              | 3              | 42             | 47             | -       | -       | -       | -       | -       | -            |                      |
| 2016     | 0              | 0              | 3              | 3              | 14             | 100            | 0       | 1       | 1       | 6       | 14      | Quarto posto | Haugesund Hurricanes |
| Totale   | 1              | 0              | 5              | 6              | 56             | 147            | 0       | 1       | 1       | 6       | 14      |              |                      |

Fonti: Enciclopedia del Football - A cura di Roberto Mezzetti

##### 2. Divisjon (secondo livello)
| Stagione | regular season | regular season | regular season | regular season | regular season | regular season | playoff | playoff | playoff | playoff | playoff | playoff      | playoff          |
|          | Vin            | Par            | Per            | Tot            | PF             | PS             | Vin     | Per     | Tot     | PF      | PS      | risultato    | avversaria       |
| -------- | -------------- | -------------- | -------------- | -------------- | -------------- | -------------- | ------- | ------- | ------- | ------- | ------- | ------------ | ---------------- |
| 2014     | 1              | 0              | 3              | 4              | 38             | 122            | 0       | 1       | 1       | 6       | 34      | Ottavo posto | Tønsberg Raiders |
| 2015     | 0              | 0              | 5              | 5              | 10             | 252            | -       | -       | -       | -       | -       | -            | -                |
| 2019     | 0              | 0              | 5              | 5              | 66             | 204            | -       | -       | -       | -       | -       | -            | -                |
| Totale   | 1              | 0              | 13             | 14             | 114            | 578            | 0       | 1       | 1       | 6       | 34      |              |                  |

Fonti: Enciclopedia del Football - A cura di Roberto Mezzetti

##### 2. Divisjon (terzo livello)
| Stagione | regular season | regular season | regular season | regular season | regular season | regular season | playoff | playoff | playoff | playoff | playoff | playoff   | playoff    |
|          | Vin            | Par            | Per            | Tot            | PF             | PS             | Vin     | Per     | Tot     | PF      | PS      | risultato | avversaria |
| -------- | -------------- | -------------- | -------------- | -------------- | -------------- | -------------- | ------- | ------- | ------- | ------- | ------- | --------- | ---------- |
| 2016     | 0              | 0              | 6              | 6              | 13             | 131            | -       | -       | -       | -       | -       | -         | -          |
| 2017     | 4              | 0              | 2              | 6              | 86             | 112            | -       | -       | -       | -       | -       | -         | -          |
| 2018     | 2              | 0              | 3              | 5              | 86             | 151            | -       | -       | -       | -       | -       | -         | -          |
| Totale   | 6              | 0              | 11             | 17             | 185            | 399            | -       | -       | -       | -       | -       |           |            |

Fonti: Enciclopedia del Football - A cura di Roberto Mezzetti